# アメリカ合衆国の歴史 (1789-1849)
本稿では、アメリカ合衆国の1789年から1849年の歴史（アメリカがっしゅうこくの1789ねんから1849ねんのれきし）を扱う。この時代のアメリカ合衆国は、1789年のアメリカ合衆国憲法制定以降、主権国家としての体制を整える一方で、ルイジアナ買収、米英戦争、モンロー主義、米墨戦争など諸外国との交渉・紛争を経て、西方へ領土を拡張していった。国内では南北間の格差が拡がり、奴隷制度という火種により党派間闘争が激化し、南北戦争への道を歩むことになった。アメリカ合衆国が大国になる基盤がこの時代に作られた。
1789年に初代アメリカ合衆国大統領としてジョージ・ワシントンを選出した後、アメリカ合衆国議会は政府を機能させるための多くの法律を通過させ、新しいアメリカ合衆国憲法の修正条項という形で権利章典を採択した。
ワシントンは行政府の様々な部局を設立させた。議会は司法制度法を可決し、最高裁を含め連邦司法制度を確立した。
1803年のルイジアナ買収により、西部の農夫達はミシシッピ川を重要な水路として使うことが可能となり、西部辺境からフランス人を追い出すことで広大な農地の利用が可能となった。合衆国の指導者は「大国」の展望を描くようになった。
1812年に始まった米英戦争は主権国家としての合衆国を確立させ、イギリスの干渉無しに諸事情を扱えるようになった。米英戦争の終焉とともに、イギリスとミシシッピ川以東のアメリカ・インディアンとの同盟が無くなり、白人開拓者はミシシッピ川以西のインディアンの土地まで進出するようになった。1830年代、連邦政府は南東部のインディアン種族を不毛の西部領土へ強制的に移動させた。
アメリカ人は国の境界を越えて北アメリカで拡大していく権利について何の疑問も抱かなかった。1840年代半ば、合衆国の拡張主義は「明白な運命」("Manifest Destiny")という言葉で表された。1846年5月、議会はメキシコに対する宣戦布告を行った。この米墨戦争に勝利し、1848年のグアダルーペ・イダルゴ条約で、リオ・グランデ川を境界とするテキサスとカリフォルニア、アリゾナ、ニューメキシコおよびユタとコロラドの一部を獲得した。
それに続く13年間において、西部領土を合衆国の州にしようという願望は、北部と南部の奴隷制度の拡張を巡る党派的緊張関係を左右させるものとして、政争の焦点となっていった。

## 連邦主義の時代

### ワシントンの任期　1789年-1797年

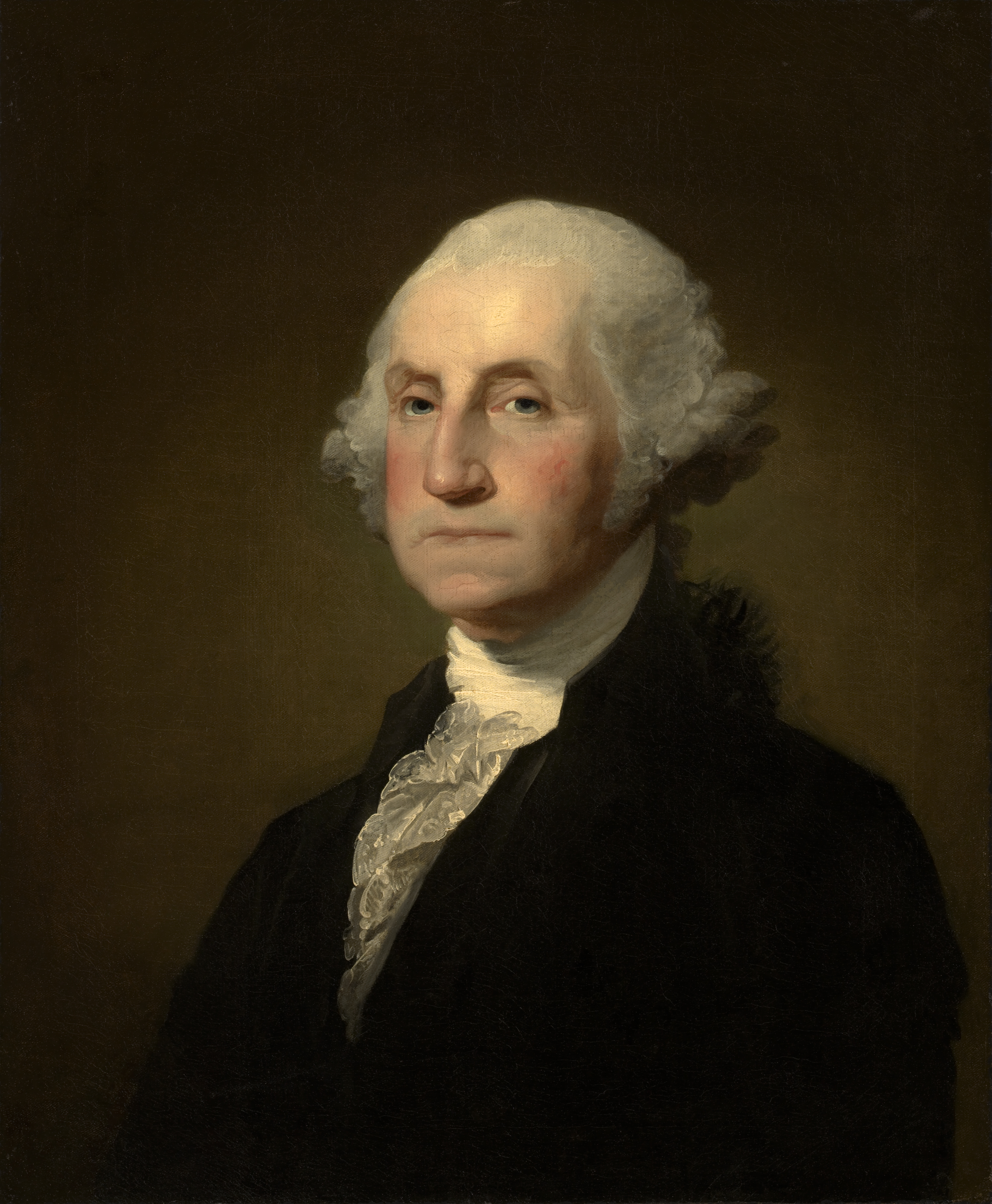
ジョージ・ワシントン

アメリカ独立戦争の有名な英雄、大陸軍の総司令官およびフィラデルフィア憲法制定会議議長であったジョージ・ワシントンが、新しい合衆国憲法の下で初代大統領となった。
ワシントンは当時のアメリカ合衆国政治史で最も人気有る人物であり、「建国の父」と宣言され、1789年の第1回大統領選挙は実質上反対無しで当選した。議会の選挙人投票では全会一致で選ばれたが、全会一致というのはそれ以後一度も無い。ワシントンの選出に一般投票は無かった。
ワシントン大統領の下で、アメリカ合衆国憲法第1条第2節の要求を満たすため、1790年に第一回アメリカ合衆国国勢調査が行われた。この国勢調査の結果により、各州の下院選挙区の数が決められ、各選挙区から1人の下院議員が選ばれた。
議会は1789年の司法制度法を可決し、連邦司法制度の全体を確立した。同時にこの法は最高裁判所の判事を6人とし、3つの巡回裁判所、13の地方裁判所も定めた。また、連邦保安官、保安官補、および地区検事を創出した。さらに、州法と連邦法が食い違った場合に州と連邦政府の間を調停するものとして最高裁判所を創った。1790年妥協によって、国の首都を南部のメリーランド州（現在のコロンビア特別区）に造ることを決め（首都立地法）、州の負債を連邦政府が肩代わりすることを可能にした。
1794年にペンシルベニア州西部のモノンガヘラ渓谷の開拓者が蒸留酒に対する連邦の課税に対して反抗した、いわゆるウィスキー税反乱は、連邦政府を試す最初の機会になった。ワシントンは連邦保安官に対し、税に反対する者達が連邦地区裁判所に出頭するように裁判所が命令を下すのを助けることを命じた。8月までに抗議運動は反乱に近い危険なものになり、8月7日、数千の武装した開拓者がピッツバーグ近くに集まった。ワシントンは1792年の民兵法を適用し、幾つかの州から民兵を集めた。独立戦争の全軍にほぼ等しい13,000名の軍隊が組織された。この軍隊が西ペンシルベニアに行軍し、速やかに反乱を鎮圧した。反乱の指導者2人が反逆罪で起訴されたが、ワシントンに許された。この反応は新しい憲法下で連邦政府が強力な軍事力を使って国民にその権力を行使した最初のこととなった。ウィスキー税は、あまり成功を収めないまま、1802年に撤廃された。
ワシントンの2期にわたる任期中、他の大きな政策決定には、大統領顧問団の2人が関わった。財務長官としてのアレクサンダー・ハミルトン、国務長官としてのトマス・ジェファーソンである。この二人は、それぞれ連邦党と民主共和党という党派の形成に関わったように政治的な考え方を異にしていた。ワシントンはその退任演説で政党そのものに警告を発していたが、その任期の終わり頃はワシントンが連邦主義者だと感じ取るものが多かった。ウィスキー税反乱を押さえたやり方にこの傾向が現れている。
ワシントンは、外交的には中立政策を貫こうと願っていたが、合衆国が成長するにつれて外交問題が増えていった。

### アダムズの任期　1797年-1801年

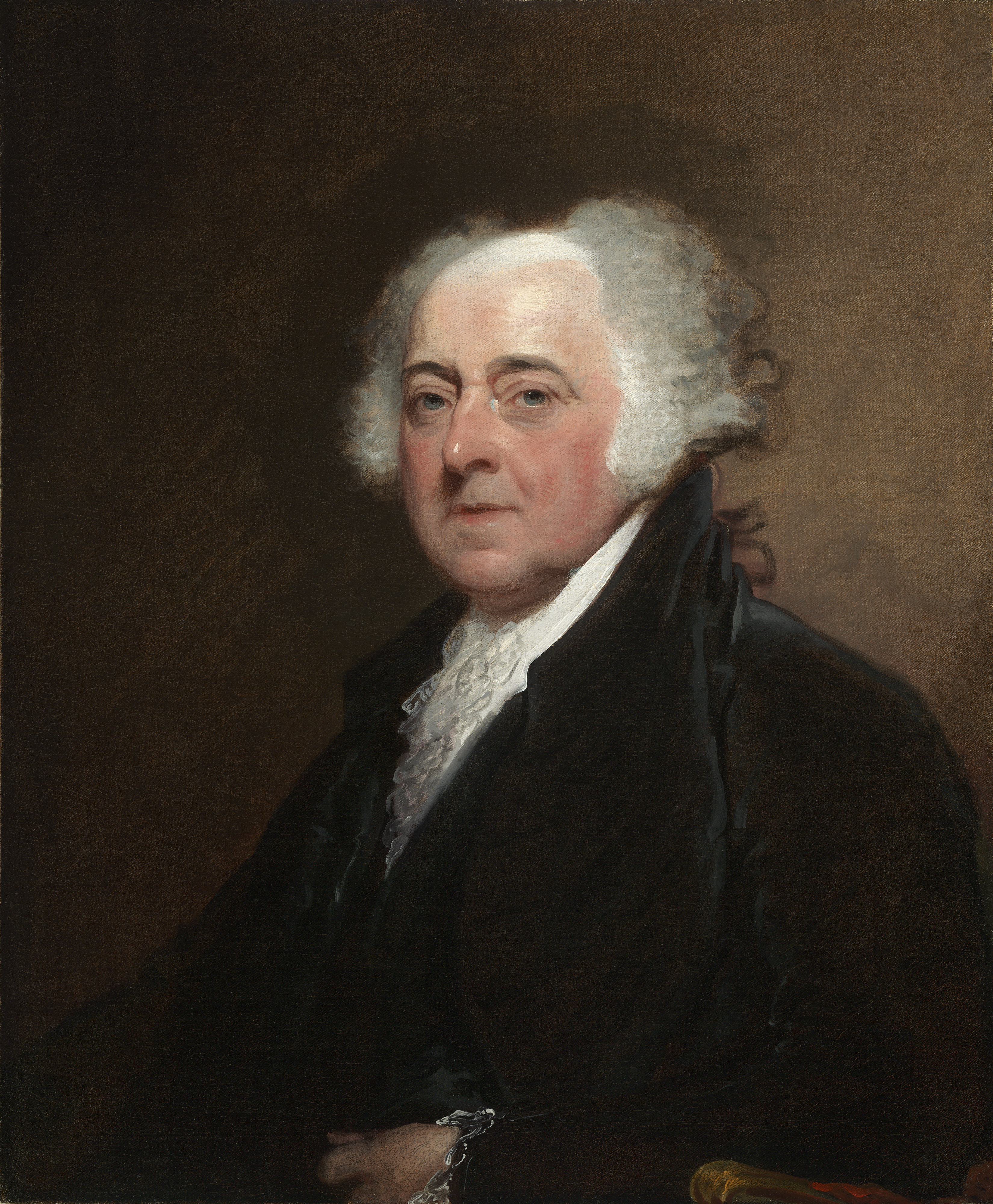
ジョン・アダムズ

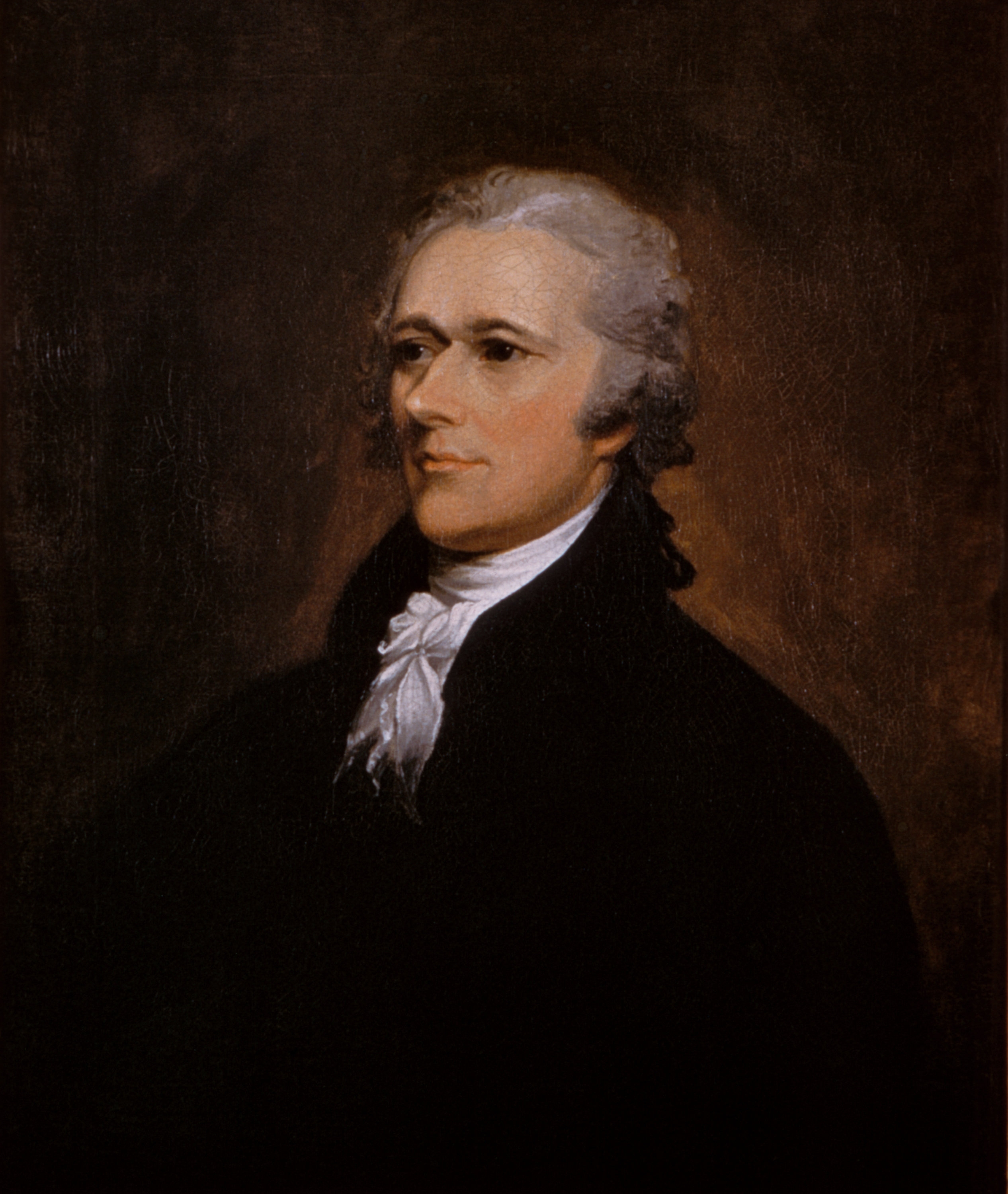
アレクサンダー・ハミルトン

ワシントンは、国の元首として8年間以上仕えることを堅く辞退し、1797年に辞任した。副大統領だったジョン・アダムズが新たに大統領に選ばれた。アダムズは就任前からハミルトンと喧嘩しており、袂を分かった連邦党という重荷を背負うことになった。
国内政局の難しさに加えて、国際関係も複雑になった。ジョン・ジェイがこの頃イギリスと結んだ条約がフランスを怒らせ、フランスは、敵の港に向けた食料や陸海軍用品は押収の対象となるというイギリスの論法を用いた。1797年までにフランスは300隻のアメリカ船を押収し、合衆国との外交関係を打ち壊した。アダムズが交渉のために3名の代表をパリに送ると、外務大臣シャルル・モーリス・ド・タレイラン（アダムズは議会に対する報告でタレイランを"X, Y and Z"と名付けた）の代理人は、合衆国がフランスに1千2百万ドルを貸し付け、フランス政府の役人に賄賂を送れば、交渉に応じると伝えた。フランスに対するアメリカの敵意が跳ね上がった。いわゆるXYZ事件は軍隊の徴兵と巣立ちしたばかりのアメリカ海軍の強化に繋がった。
1799年、擬似戦争として知られるフランスとの一連の海戦の後、戦争は避けられないように思われた。この危機にあって、アダムズは戦争に向かおうというハミルトンの忠告を無視し、新たに3人の代表をフランスに送った。新たに権力を得たばかりのナポレオンは代表団を丁重に迎え、交渉によって紛争の危険性は回避された。公式には1778年のフランスとの軍事同盟から解放されることにもなった。しかし、フランスはアメリカの弱みに付け込んで、海軍が捕獲したアメリカ船に対する代償2千万ドルの支払を拒否した。
フランスに対する敵意と、国内では連邦党が多数を占める議会に対処するため、アダムズはアメリカ市民の自由にも大きく影響する外国人・治安諸法に署名した。市民権取得のために必要な居住期間を5年から14年に引き上げたが、これは民主共和党の支持者にはなりそうにないアイルランドとフランスの移民を目標にした策だった。外国人法はほんの2年間有効であったに過ぎないが、大統領に戦時に外人を排除または投獄する権限を与えた。治安法では、大統領あるいは議会に対して「偽りの、中傷的なおよび悪意のある」書き物、演説あるいは出版を禁じた。治安法に基づく有罪判決で市民の自由に対して犠牲者が出ることになり、民主共和党に対する支持率が上がった。
これらの法は抵抗された。ジェファーソンとジェームズ・マディソンは1798年11月12日に、ケンタッキー州とバージニア州の議員から提案された決議案の通過を助けた。これは州が連邦政府の行動に異議を差し挟み、これを無効化できるというものだった。無効化の原理は後に、関税や奴隷制度の問題で北部に対抗して南部諸州がその利益を守るために使われることになった。

## トマス・ジェファーソン

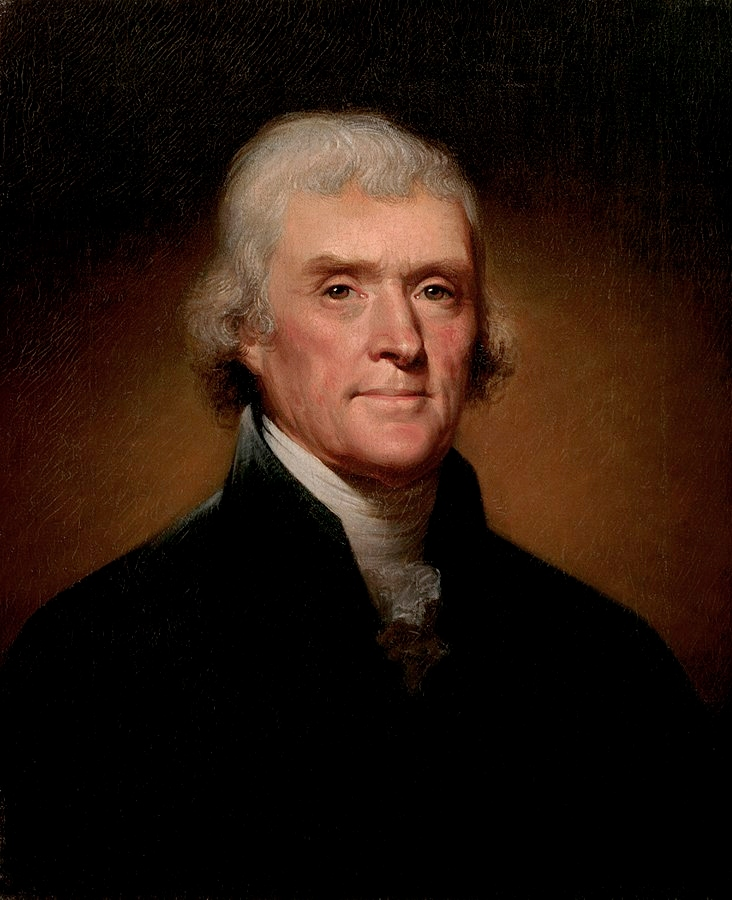
トマス・ジェファーソン

1800年、アメリカ人は変化の準備ができていた。ワシントンとアダムズの下で、連邦主義者は強い政府を創ったが、時にはアメリカ政府が人民の意志に敏感でなければならないという原則に反することもあり、多数のアメリカ人を疎んじる政策を実行してきた。例えば1798年、国債と陸海軍への支払のために、アダムズと連邦主義者は家屋と土地、奴隷に対する税金を法制化し財産のあるあらゆる者に影響を与えることになった。悪いことに、税に関わる暴動（暴徒が脱税者を監獄から逃がした）の後で、アダムズは軍に命じて税金を集めさせた。軍は戦う相手が見つからず、民主共和党員は連邦主義者の専制の例をこの行動の中に見出すことになった。
ジェファーソンは小農や商店主などの労働者の大集団を確実に支持者として集め、その支持者は自分達のことを1800年の大統領選挙で民主共和党員だと主張した。ジェファーソンはアメリカ人の理想主義に訴えたために特別の恩恵を蒙ることになった。新首都ワシントンD.C.で最初のものとなったジェファーソンの就任演説では、住民の間の秩序を保つために「賢く質素な政府」を約束したが、「一方で住民は産業に従事しまた改善を加えることを自由に統制できる」とした。
ジェファーソンは民主的な手続きを奨励した。部下には自分達のことを単なる民衆の被信託人と見なすよう教えた。さらに重要なことに、ジェファーソン崇拝者の熱情の波が国中を席捲するにつれて、各州が次々と保有資産による選挙権制度を廃止し、負債者や犯罪者に対するより人道的な法律を制定した。

### ルイジアナ買収と米英戦争

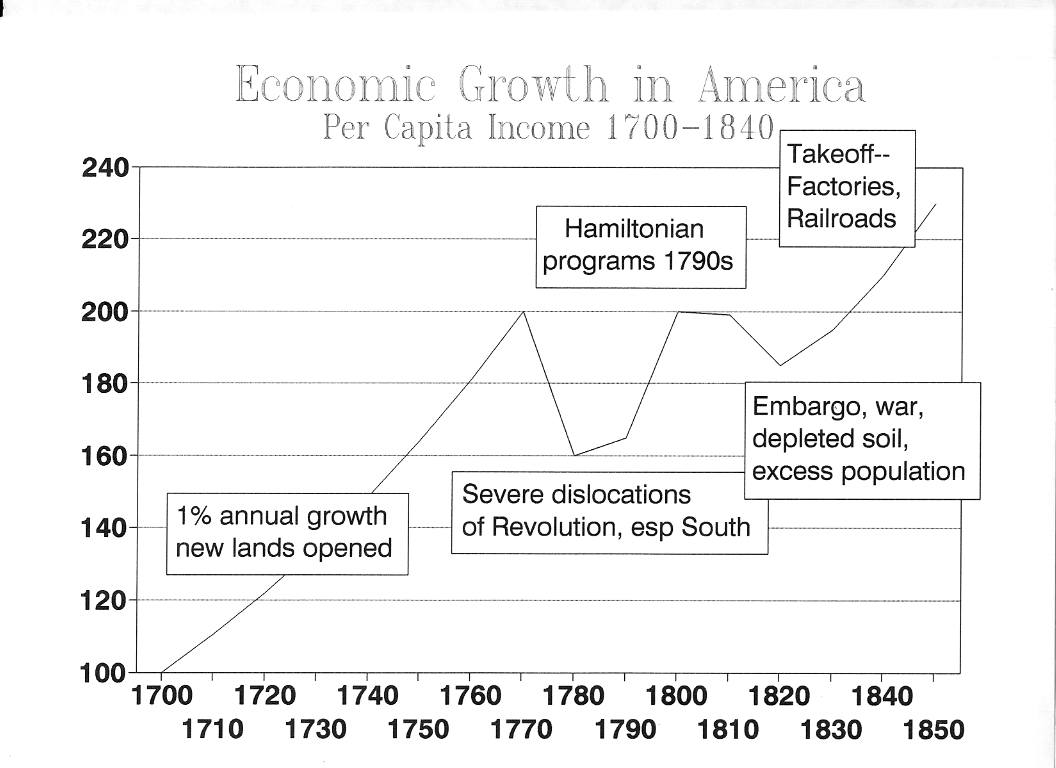
1770年から1840年のアメリカ経済の成長

1803年のルイジアナ買収により、西部の農夫達はミシシッピ川を重要な水路として使うことが可能となり、合衆国の西部辺境からフランス人を追い出すことで開拓者は広大な農地の拡張が可能となった。ジェファーソンはルイジアナを買収し、その後のルイス・クラーク探検隊によって、農業と西方への拡大を奨励した。
その数週間後にイギリスとナポレオンのフランスとの間に戦争が勃発した。合衆国はヨーロッパへの農産品の輸出に頼っていたので、戦争をしている両大国に食料や原材料を輸出し、国内市場とカリブ海の植民地の間で商品を輸送することから利益を生み出そうとした。両大国とも利益に繋がるときはこの貿易を支持し、そうでない時は反対した。

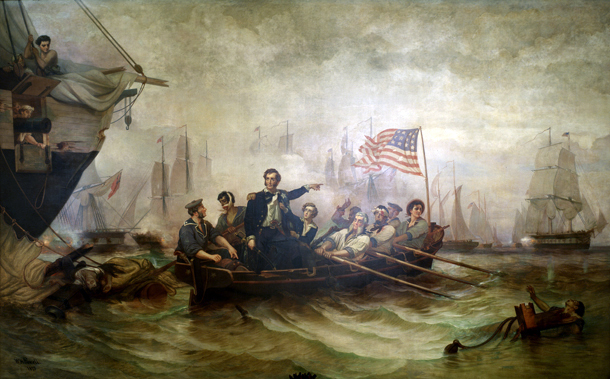
米英戦争におけるエリー湖の湖上戦

1805年のトラファルガーの海戦でフランス海軍が敗れると、イギリスはフランスの海洋貿易の締め付けを実施した。またアメリカのフランス向け貿易に対する報復措置として、緩い海上封鎖を実施した。
海外では海運の利益を保護するために、北アフリカで第一次バーバリ戦争 (1801-1805)を戦った。第二次バーバリ戦争は1815年に起こった。
議会とジェファーソンは、イギリスが合衆国以外から食料を買い付けることはないだろうと信じて、1807年の通商禁止法により外国との貿易を中断し、イギリスがアメリカ海岸での海上封鎖を解くことを期待した。しかし、イギリスが食料の供給源を他に見出したために、通商禁止法はアメリカの農業輸出を壊滅させ、アメリカの港の力を弱らせた。
ジェファーソンの2期目の任期の終りまでに、財務長官のアルバート・ギャラティンと共に国債を5億6千万ドルまで減らした。このことは、行政府の雇員、陸海軍の士官や徴兵した兵士の数を減らし、政府や軍隊の費用を節減することで成し遂げられた。ジェファーソンはアメリカが抑圧された人々にとっては天国であると信じ、市民権を得るための居住期間を再び5年間に減らした。

## マディソンの時代
ジェームズ・マディソンは、イギリスとフランスがアメリカとの戦争の瀬戸際にあった時、外交的手腕を発揮したので、1808年の大統領選挙で勝利し、第4代大統領となった。マディソンは直ぐに通商禁止法を廃止しアメリカの海港を生き返らせた。

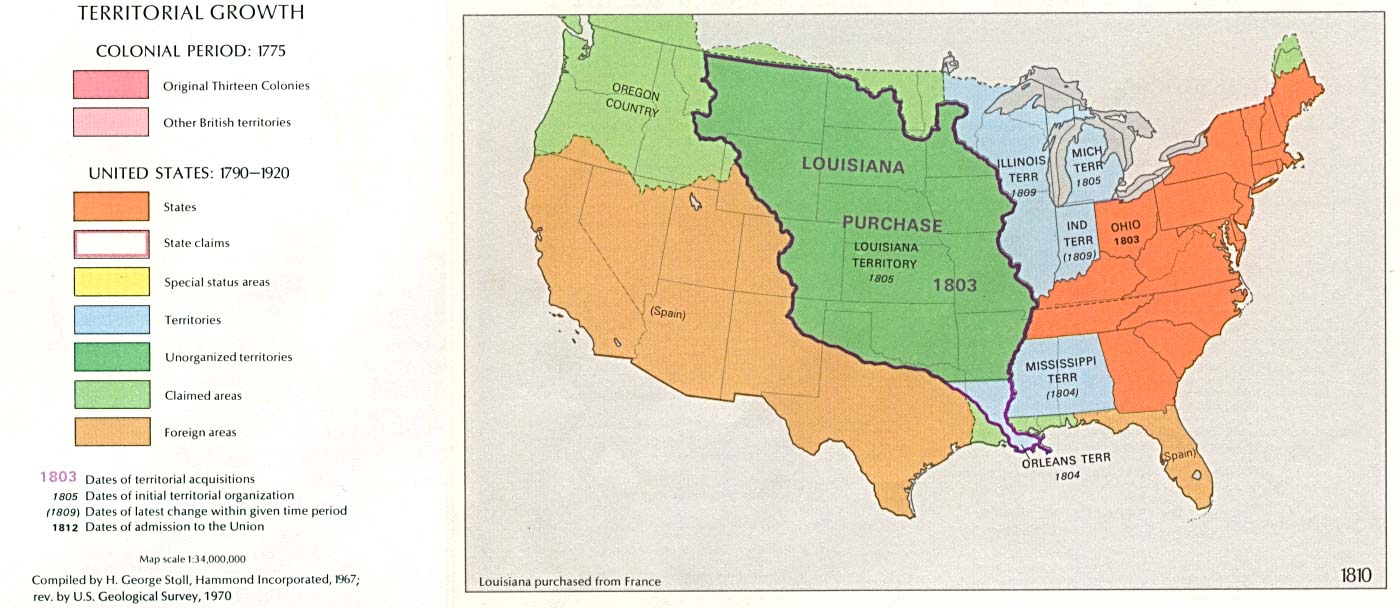
1800年-10年のアメリカ合衆国の拡張

アメリカの海運に対するイギリスの干渉が続き（アメリカの水夫のイギリス海軍への強制徴募を含む）、また北西部領土においてアメリカ・インディアンに対するイギリスの援助が続いていたことへの対応として、第12アメリカ合衆国議会は南部や西部のジェファーソン崇拝者に支持されて1812年にイギリスに対して宣戦布告した。南部や西部の民は最も熱心に戦争を支持し、西部開拓地を守り拡張し、農産物を世界の市場へ輸出する窓口を得ることに強い関心を示していた。ニューイングランドの連邦主義者は戦争に反対したが、戦後その評判が失墜することになり、党勢が弱まっていくことになった。
アメリカとイギリスは苦しい戦いを1815年1月8日まで続けた後に停戦した。公式に米英戦争を終わらせるガン条約により、基本的に戦争前の状態（1795年に結ばれたジェイ条約と、北西インディアン戦争のグリーンヴィル条約で決めた状態）に戻される事となったが、イギリスのインディアンとの同盟は消滅した（→インディアン戦争）。
条約の締結後も大西洋を渡る情報の遅れにより、ニューオーリンズで戦いが発生し、合衆国の勝利に終わった。この勝利は国民の心理に高揚感を与え、戦闘を指揮した者の一人、アンドリュー・ジャクソンを政界に押し上げた。

## 良い雰囲気の時代
第5代大統領ジェームズ・モンロー （任期:1817 - 1825)の時代は党派抗争が減ったために、「良い雰囲気の時代」と言われた。ある意味でこの言葉は活発な派閥や地域の摩擦の時機を隠蔽した。一方で、この言葉は国民政党としては崩壊した連邦党に代わって、民主共和党が政治的に勝利したことも示していた。
モンローは、1823年12月2日の議会演説で発せられたモンロー主義でおそらく良く知られている。アメリカは今後ヨーロッパからの植民地化と主権国家の事情に関する干渉を排除すべきとした。同時にアメリカはヨーロッパ列強やその植民地の戦争には干渉せず、アメリカ州の独立した国々に新たな植民地を作ることや干渉することは、アメリカ合衆国に対する敵対行動と見なすとも宣言した。
連邦主義者の退潮は大統領を選ぶ仕組みにも齟齬をきたし、短い「時代」の終りともなった。当時、各州の代議員が候補者を指名することができた。

## 派閥争いと政党の復活
1824年の大統領選挙ではテネシー州とペンシルベニア州がアンドリュー・ジャクソンを大統領候補者とし、サウスカロライナ州選出上院議員ジョン・カルフーンを副大統領候補とした。ケンタッキー州は下院議長のヘンリー・クレイを選んだ。マサチューセッツ州は国務長官のジョン・クィンシー・アダムズを選んだ。アメリカ議会議員の集会では財務長官のウィリアム・クロウフォードを選んだ。
選挙の結果を大きく左右したのは人格と派閥の連衡であった。アダムズはニューイングランドとニューヨークの大半の選挙人を獲得した。クレイはケンタッキーとオハイオ州およびミズーリ州を獲得した。ジャクソンは南東部イリノイ州、インディアナ州、ノースカロライナ州およびサウスカロライナ州、さらにペンシルベニア州、メリーランド州、ニュージャージー州を獲得した。クロウフォードはバージニア州、ジョージア州およびデラウェア州を獲得した。選挙人選挙では誰も過半数を獲得できなかったので、憲法の定めるところに従い、下院議員の選挙で決せられることになったが、その場合はクレイが有力であった。ジョン・クィンシー・アダムズはクレイの支持を取り付けて第6代大統領に当選し、クレイを国務長官に指名した。このことは「裏取引」として知られるようになった。
アダムズの任期中、新しい政党が生まれた。アダムズの支持者は国民共和党を名乗り、後にホイッグ党に改められた。アダムズは誠実にまた効果的に執務したが人気のある大統領にはなれず、いらいらが募るばかりであった。アダムズは、アメリカ・システムという名で知られる道路と運河の国家的交通網を作ろうとしたが失敗した。アダムズの執政期間は次の大統領選に向けての長い運動期間に重なり、その冷静で知的な雰囲気が災いして支持者を増やせなかった。
アンドリュー・ジャクソンは対照的に民衆の受けがよく、特に民主共和党から派生して新しく結成した民主党の支持者からの受けが良かった。この民主党はジェファーソン、マディソン、モンロー各大統領の流れを汲むことになった。

## アンドリュー・ジャクソン
1828年の大統領選挙で、ジャクソンは選挙人の圧倒的多数を獲得してアダムズを破り、第7代大統領となった。アンドリュー・ジャクソンは、ジャクソン流民主主義の時代の名前の元となっており、民主党の創生者であった。2期にわたるジャクソンの任期は、アメリカの政治的、社会的、また経済的展望に大変革を来たした時期でもあった。

### ジャクソン流民主主義

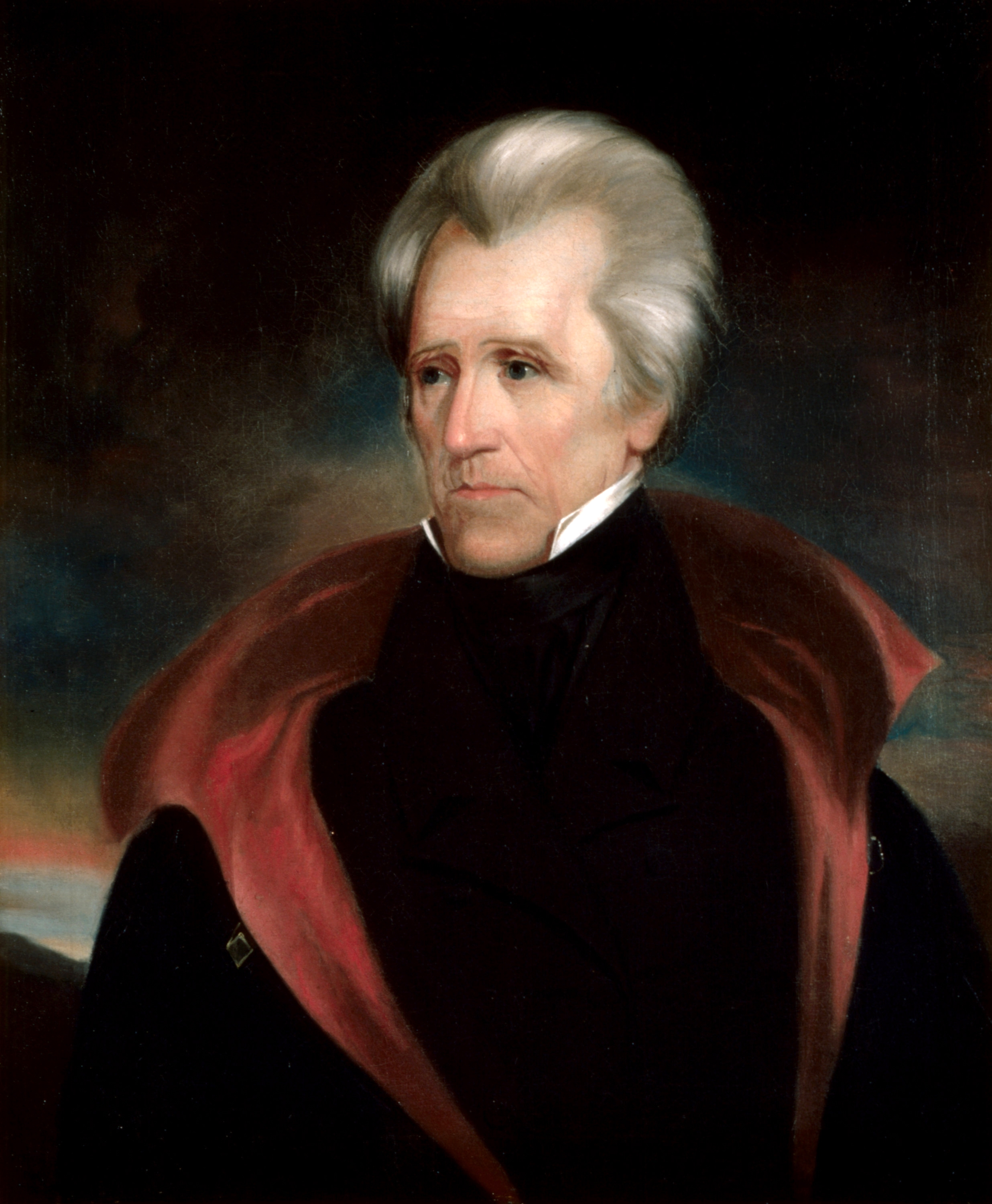
アンドリュー・ジャクソン

ジャクソンは西部の農夫や東部の労働者、職人および小規模商人から支持を得ていた。これらの人々は産業革命に直面して商業や工業の仕組みが変わろうとしている時代に抵抗するために選挙権を行使した。
1828年の大統領選挙は、選挙権を拡大する流れの中での重要な試金石であった。バーモント州は合衆国に編入された時から男性の普通選挙を実施していた。テネシー州は納税者のほとんど全てが選挙権を持っていた。ニュージャージー州、メリーランド州およびサウスカロライナ州は1807年から1810年にかけて、財産や納税という条件を廃止していた。1815年以降合衆国に参入してきた各州は、白人男性の普通選挙であるか、納税義務を課すとしてもその下限が低い選挙制度であった。1815年から1821年には、コネチカット州、マサチューセッツ州およびニューヨーク州が財産に関する制限を撤廃した。1824年、選挙人選挙の構成員はまだ6つの州では代議員によって選ばれていた。1828年までに、大統領の選挙人はデラウェア州とサウスカロライナ州を除き、一般選挙で選ばれるようになった。アンドリュー・ジャクソンが選ばれたのはこのような民主化の筋書きによるものだった。

### 涙の道
1830年、議会はインディアン移住法を可決した。これは東部諸州に居住するインディアン諸族の土地を、ミシシッピ川より西の土地と交換する条約について、大統領に交渉権限を与えるものだった。1834年、特別のインディアン領土がオクラホマ州の東部に作られた。ジャクソンの任期中、最終的に、アメリカ先住民は94の条約に調印し数千平方マイルの土地を合衆国政府に引き渡した。
ノースカロライナ州西部とジョージア州にいたチェロキー族は1791年以来、条約によってその土地を保証されていたが、1835年のニュー・エコタ条約にチェロキー族の一派が調印した時にその領地から追い出され、土地と引き換えに金銭を得ることになった。チェロキー族の間で選出された政府と白人の支持者がこれに反対したが、1838年、チェロキー族はインディアン領土までの長く厳しい行進を強いられることになった。病気と食料の欠乏で多くのものが死んだこの行進は「涙の道」として知られるようになった。

### 無効化の危機

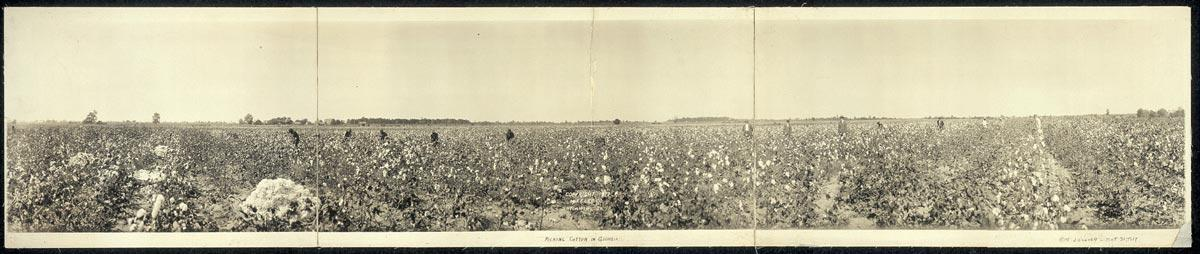
ジョージア州における綿花畑; 拡大版

ジャクソンの1期目の任期の終わり頃、サウスカロライナ州が突きつけた保護関税の問題が生じた。保護関税は1832年に議会を通過しジャクソンが署名して法制化され、1828年のものよりも緩やかなものであったが、サウスカロライナ州の民にとっては苦々しいものでもあった。数人のサウスカロライナ市民がこれに対する対抗手段として、「無効化」の「州の権限」原則を行使した。この原則は1832年までジャクソンの副大統領であったジョン・カルフーンが1828年にその「サウスカロライナの説明と抗議」の中で公表したものだった。サウスカロライナ州は無効化条例を採択し、州内では1828年と1832年の関税法は無効であると宣言した。
無効化は連邦政府の権威に対する一連の州の反対運動では最新の形態であった。サウスカロライナ州の脅しに対し、ジャクソンは1832年11月に海軍の7隻の小さな艦船と1隻のマン・オブ・ウォーをチャールストンに派遣した。12月10日、ジャクソンは無効化論者に対するはっきりとした宣言を発した。サウスカロライナは「暴動と反逆の瀬戸際」にあり、州の民はその先祖が戦って勝ち取った合衆国との同盟を回復すべきと訴えるものだった。
サウスカロライナ州を擁護しジャクソンの政敵でもあったヘンリー・クレイ上院議員は議会で妥協案を通した。関税に関する1833年のクレイ妥協案は、輸入される商品価格の20%を超える税は、しかるべき時、例えば1842年までに軽減されるべきこと、あらゆる商品の関税は1816年の中庸的な関税水準まで戻されることを謳った。
南部の他の州はサウスカロライナ州のやり方を賢明でなく違憲だと宣言した。最終的にはサウスカロライナ州が折れた。ジャクソンは連邦の支配権原則に従って連邦政府を機能させた。しかし、サウスカロライナ州はその要求の多くを通し、一つの州が連邦議会に対してその意思を表明し行使できることを示した。

### 連邦銀行の仕組み
無効化問題が決着する前に、ジャクソンの指導力は新たな問題に直面することになった。それは合衆国第2銀行を再度国有化することであった。第一合衆国銀行はアレクサンダー・ハミルトンの主導で1791年に設立され20年以上も国有のものであった。政府はその株式を保有していたが政府銀行ではなく、利益は株主に配当される民間会社であった。通貨を安定させ貿易を促進することが意図されたが、西部の市民や労働者は少数の有力な人に特定の恩恵を与えるものとして不満を表明した。第一合衆国銀行の国有は1811年に解消され、その後は変わっていなかった。
次の数年間、銀行業務は州の管轄する複数の銀行の手により行われたが、過剰な通貨を発行して大きな混乱を生み、インフレーションと州立銀行では統一された通貨体系を維持できないという懸念を増幅させた。1816年、第一合衆国銀行に似た第二合衆国銀行が再び20年間国有化された。
合衆国第2銀行はその始まりから、新しい州や領土および財産の少ない人々に不人気であった。反対派は銀行が国の信用と通貨の上に仮想の独占を果たしていると主張し、再び少数の富める人々の利益を代表していると訴えた。ジャクソンは庶民の代表として選ばれた者として、銀行の再国有化法案に拒否権を発動した。ジャクソンは議会演説で独占と特別の権益を非難し、次のように言った。「我々の富めるものは平等な保護と平等な利益に満足していなかったが、議会立法によってさらに富を増やしたいと切望していた。」拒否権は覆らなかった。
それに続く大統領選挙の期間中、銀行問題は基本的に2つの区分を生じさせることになった。1つは商人、製造業および投資関係者であり、一般に金融引き締めや高い利率の恩恵を蒙っていた。もう1つは労働者や農場経営者であり、しばしば銀行から借金しておりそれ故に通貨の流通量を増大させ利率を低く抑える方を好んだ。その結果は「ジャクソン主義」の熱狂的な是認であった。ジャクソンは1832年の大統領選挙を、無条件に銀行を潰すことに対する民衆の委任と受け取った。また銀行の国有化法において公的な資金を排除することを承認させる出来合いの武器を見出すことにもなった。
1833年9月、ジャクソンは政府の金を今後銀行に預託せず、既に預託されているものは政府の支出に従って順次引き揚げていくという命令を発した。州立銀行の幾つかを慎重に選び、厳格な制限の中で金融政策を代行させるものとした。次の世代になると、合衆国は比較的制約の少ない州立銀行の仕組みで生き延びていき、これが少ない保証で西方への拡張を加速させることになったが、周期的に訪れる金融恐慌に対しては脆弱なままであった。南北戦争のときに合衆国は再び国立銀行を作ることになる。

## 西方への拡張

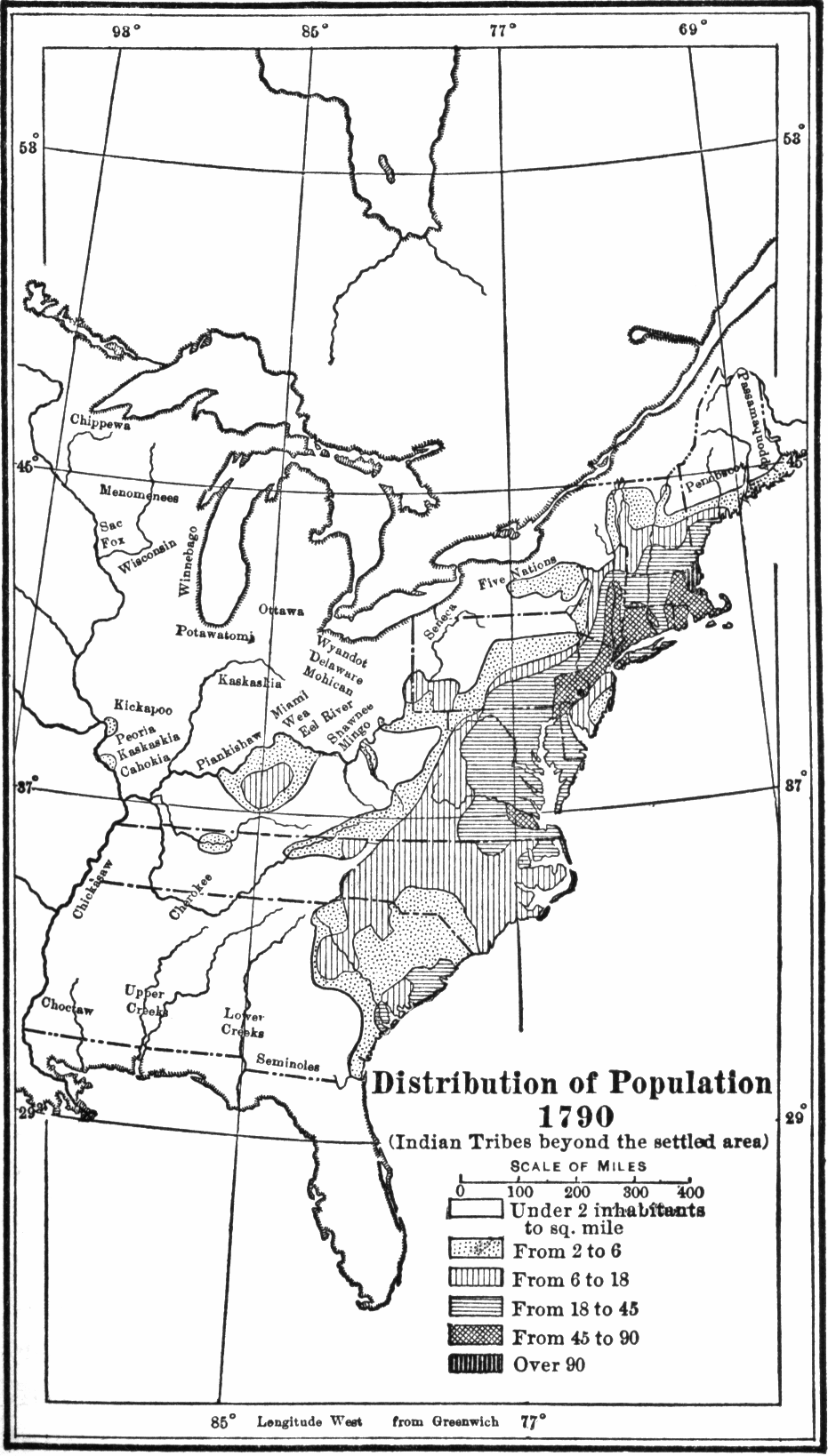
1790年の人口密度
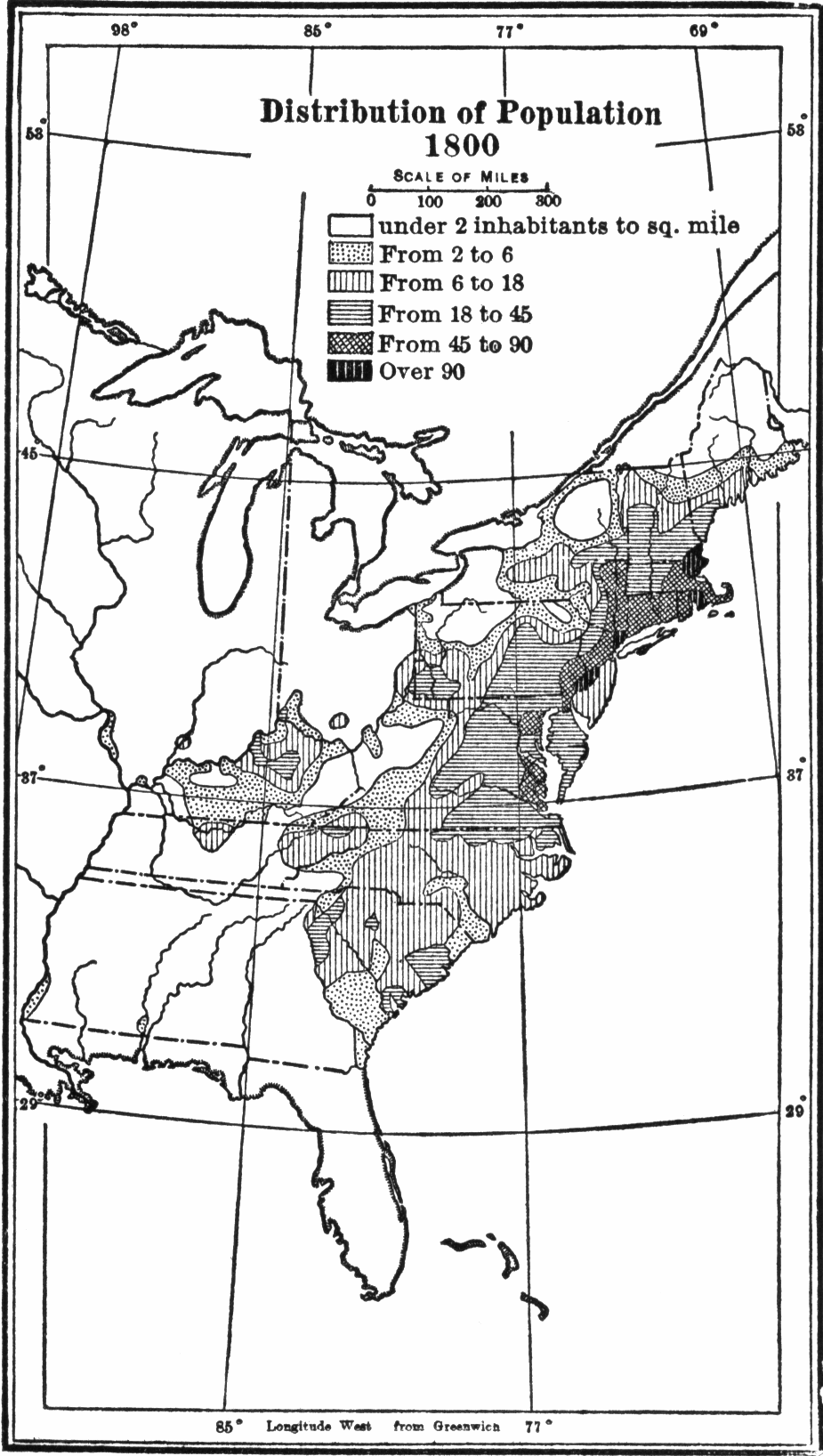
1800年の人口密度
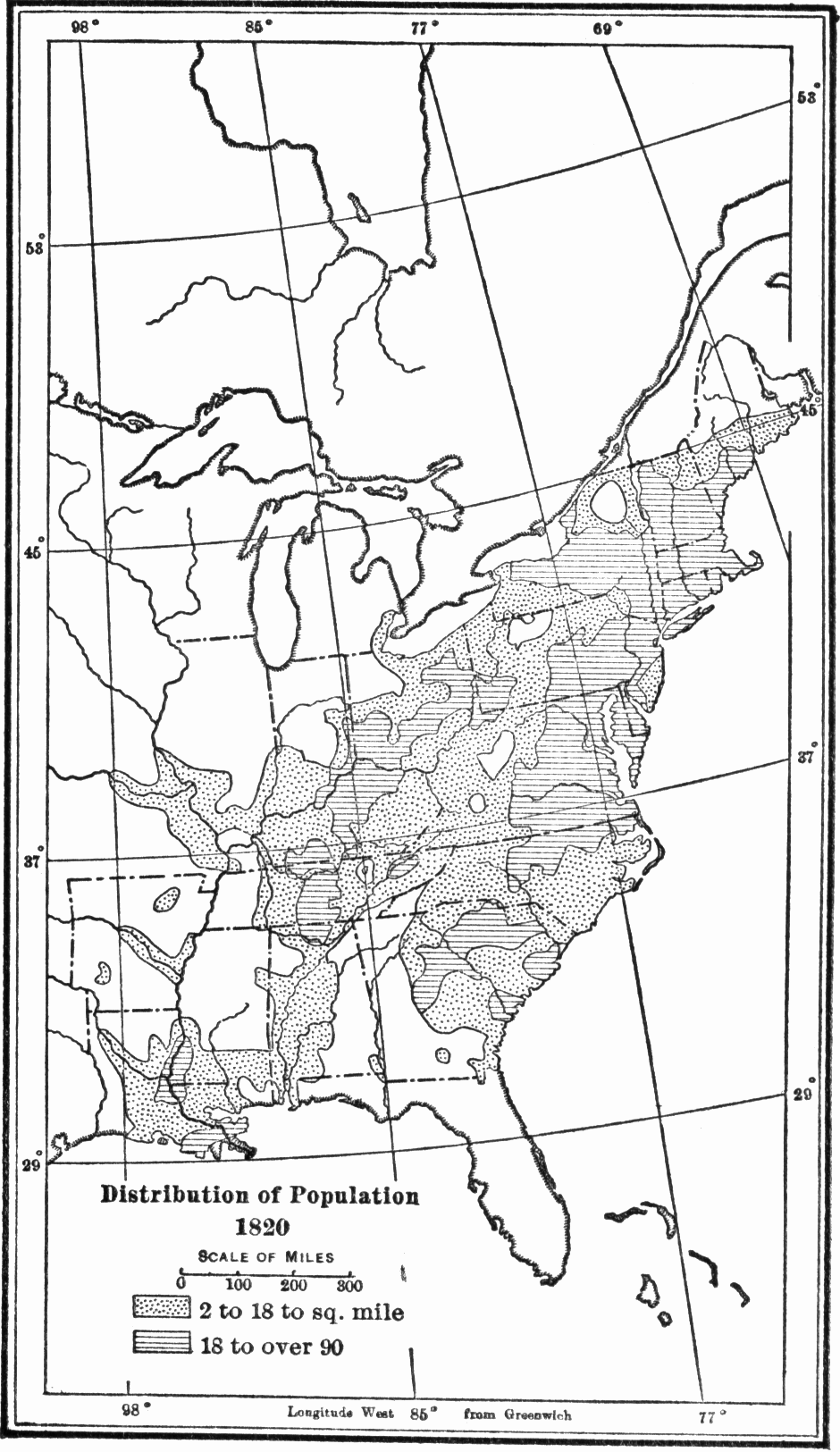
1820年の人口密度
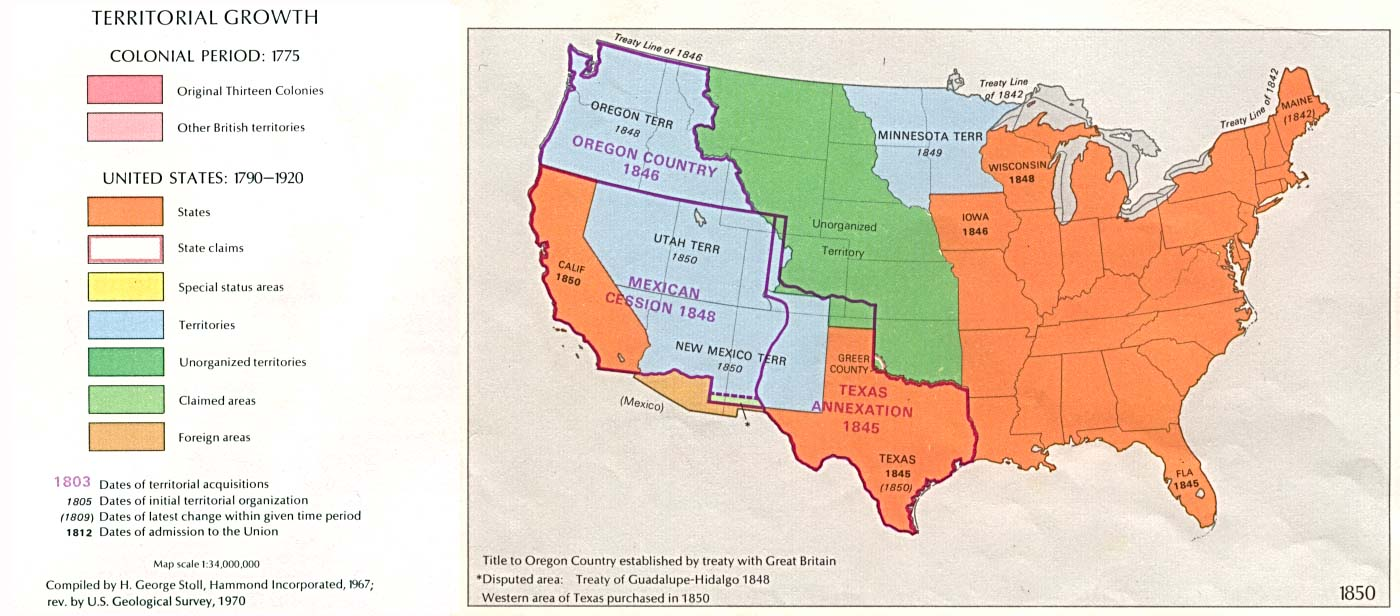
1840年-50年の拡張

1815年のナポレオンの没落とウィーン会議の後、ヨーロッパでは比較的安定した時代が始まった。合衆国の指導者はヨーロッパ貿易に対する注意を払わなくなり、北アメリカにおける発展に重きを置くようになった。米英戦争の停戦により、ミシシッピ川以東のアメリカ・インディアンとイギリスとの同盟が無くなり、白人の開拓者はミシシッピ川を越えて先住民の土地へ入植していった。1830年代、連邦政府は南東部のインディアン種族を西方の実入りの少ない地域に強制移住させた。
合衆国政府の公的な法律による西方への拡大によって、西部（ニューイングランドの場合は北部）辺境やさらにその向こうへの開拓者の移動を促した。ダニエル・ブーンはケンタッキーに入植した者のはしりである。アメリカの猟師や罠狩猟者がインディアンと交易し土地を探検するに連れて、西部中に開拓の波が押し寄せた。熟練した戦士や猟師といった山岳人がロッキー山脈に小集団で入ってビーバーを罠で捕らえた。毛皮交易が終焉を迎えると西部には交易所が作られ、インディアンとの交易を続けたり、ユタ、オレゴン、カリフォルニアに向かう開拓者の道案内や猟師を務めた。
アメリカ人は国の境界を越えて北アメリカの特にオレゴン、カリフォルニアおよびテキサスで拡大していく権利について何の疑問も抱かなかった。1840年代の半ばまでに合衆国の拡張主義は「明白な運命」という思想に表されるようになった。
1846年5月、議会はメキシコに対して宣戦布告した。メキシコはアメリカ軍の大砲による攻撃に耐えられず、物資も枯渇し、また指揮系統の分裂によって混乱し敗北した。1848年のグアダルーペ・イダルゴ条約により、合衆国はリオ・グランデ川を境界とするテキサスとカリフォルニアおよびニューメキシコを獲得した。それに続く13年間において、メキシコから獲得した領土は、北部と南部の奴隷制度の拡張を巡る党派的緊張関係を左右させるものとして、政争の焦点となっていった。
合衆国の西方への拡張の中での大きな出来事はホームステッド法であった。この法では、開拓者は160エーカー (65 ha)の農場用地を公定価格で買うことができた。他にもオレゴン準州の開拓者への解放、テキサス革命、オレゴン・トレイルの開設、1846年から1847年にかけてのモルモン教徒のユタへの移住、1849年のカリフォルニアでのゴールドラッシュ（この時期の移住者を1849年に因みフォーティナイナーズ（Forty-niners，49ers）という）、1859年のコロラドでのゴールドラッシュ、1869年5月10日の大陸横断鉄道の開通と続くことになった。